# Лумбіні
Лумбіні (санскр. लुम्बिनी «улюблений») — поселення в Непалі, в окрузі Рупандехі, на кордоні з Індією. Відоме своїм храмовим комплексом і як одне з місць, що претендують на право називатися місцем народження Будди Гаутами, засновника буддизму (імовірно 563 до н. е. — 483 до н. е.). Місце паломництва буддистів. Недалеко від Лумбіні знаходиться місто Капілавасту, де Будда ріс до 29 років.

## Короткий опис
1896 року непальські археологи знайшли велику кам'яну колону з написами правителя Ашоки. Збереглися також записи китайського паломника Фа Сяня, завдяки яким вдалося ідентифікувати місце народження Будди.
Крім Лумбіні місцями паломництва, які пов'язані з життям Будди є також Кушинагар, Бодх-Гая та Сарнатг в Індії.
Центральну частину комплексу Лумбіні займає храм Майя Деві, присвячений матері Будди, з давнім пам'ятним каменем, що зображує народження Будди.
Поряд з храмом знаходиться колона правителя Ашоки з написом. Навколо храму — археологічна зона з залишками споруд раннього буддизму та дерево Бодхі.
Весь комплекс складається з десятка буддійських монастирів, храмів, ступ різних конфесій та інших пам'яток.
У Лумбіні споруджуються буддійські храми кожної країни, у якій поширений буддизм. Так, вже зараз можна побачити та відвідати храми Таїланду, Китаю, Німеччини, Камбоджі та інших країн.
Улітку 2011 року китайський Фонд Азіатсько-Тихоокеанського обміну та співробітництва (Фатос) за підтримки з боку уряду КНР оприлюднив проєкт інвестицій розміром 3 млрд доларів США в «особливій зоні розвитку» в місті Лумбіні в Непалі. Не рахуючи піших паломників з Індії, Лумбіні зараз відвідують близько 100 тисяч туристів на рік. Для кардинального збільшення кількості туристів планується створення центру туризму, паломництва та освіти за моделлю Медіни та Мекки в Саудівській Аравії. Планується будівництво доріг, готелів, туристичних центрів та реалізація проєктів у галузі електроенергетики.
Посол Китаю в Непалі Ян Хулань відвідав Лумбіні зразу після свого призначення. За відомостями Фатос, проєкт був підтриманий «всім політичним спектром в Непалі — і лівою його частиною, і правою». Спеціально підкреслюється, що проєкт поки ще не отримав фінансової підтримки від китайського уряду, і очікується залучення коштів від зовнішніх інвесторів, у тому числі інвестицій з Індії.

## Галерея

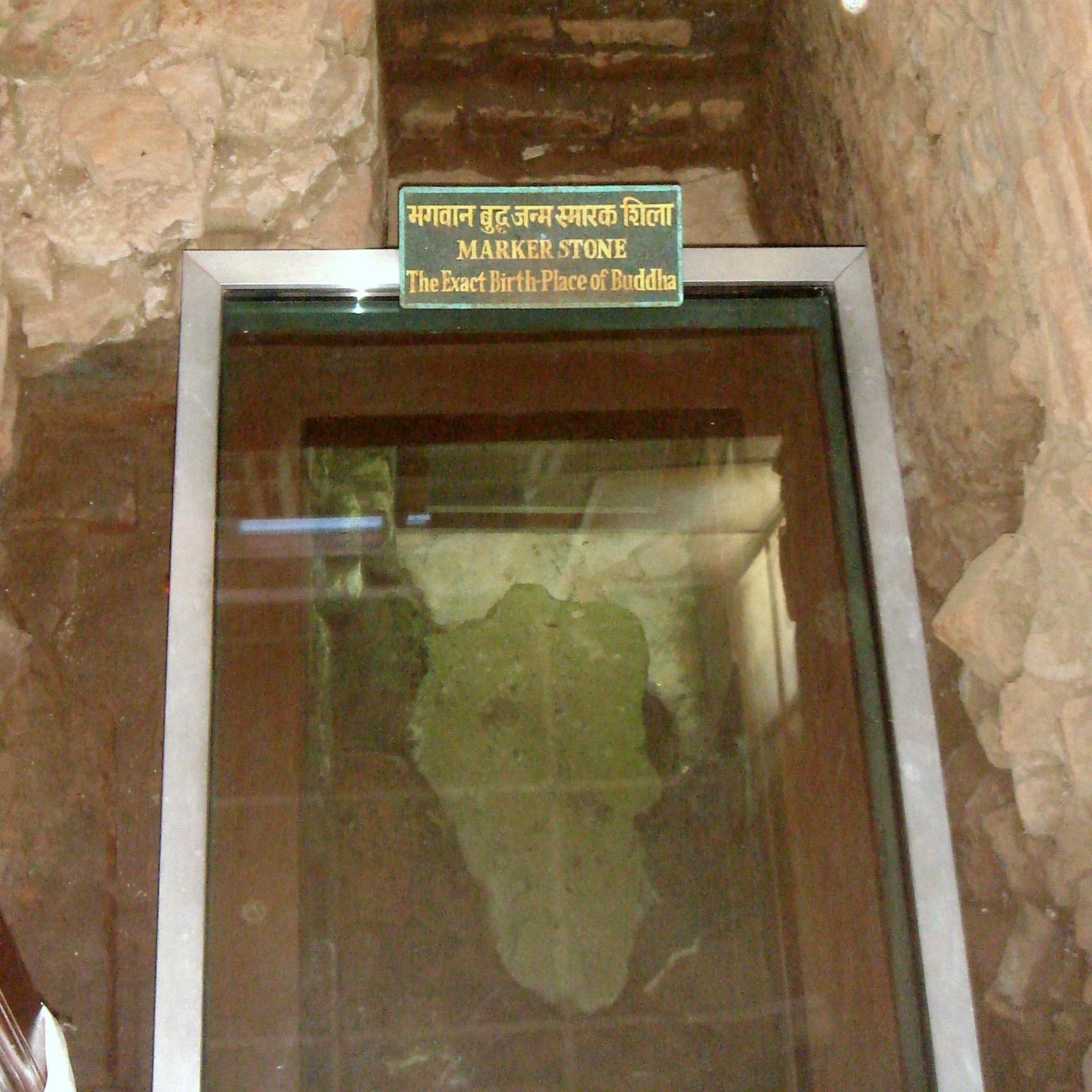
Місце народження Будди
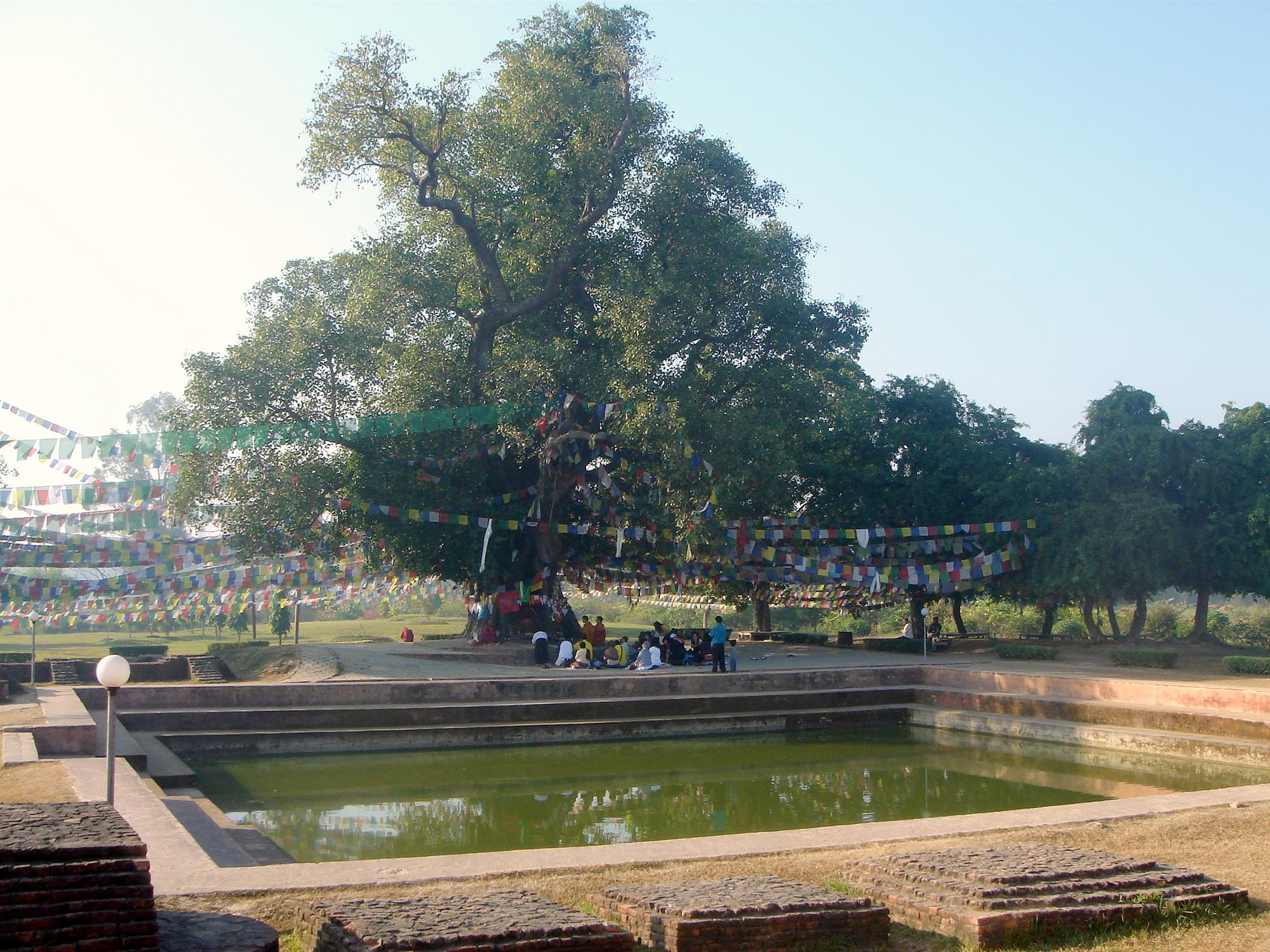
Дерево Бодхі поряд зі ставком у Лумбіні
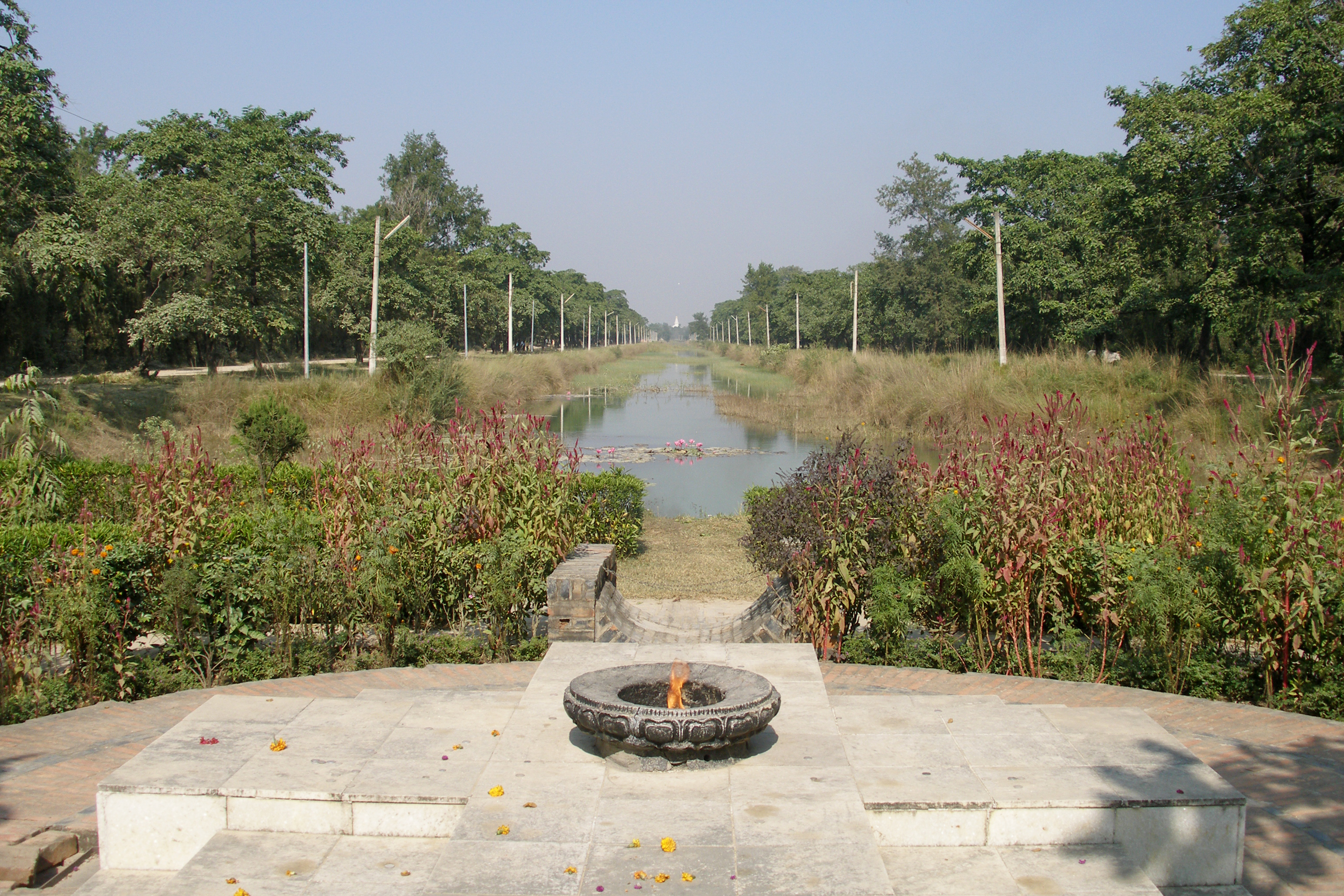
Вогонь вічного миру
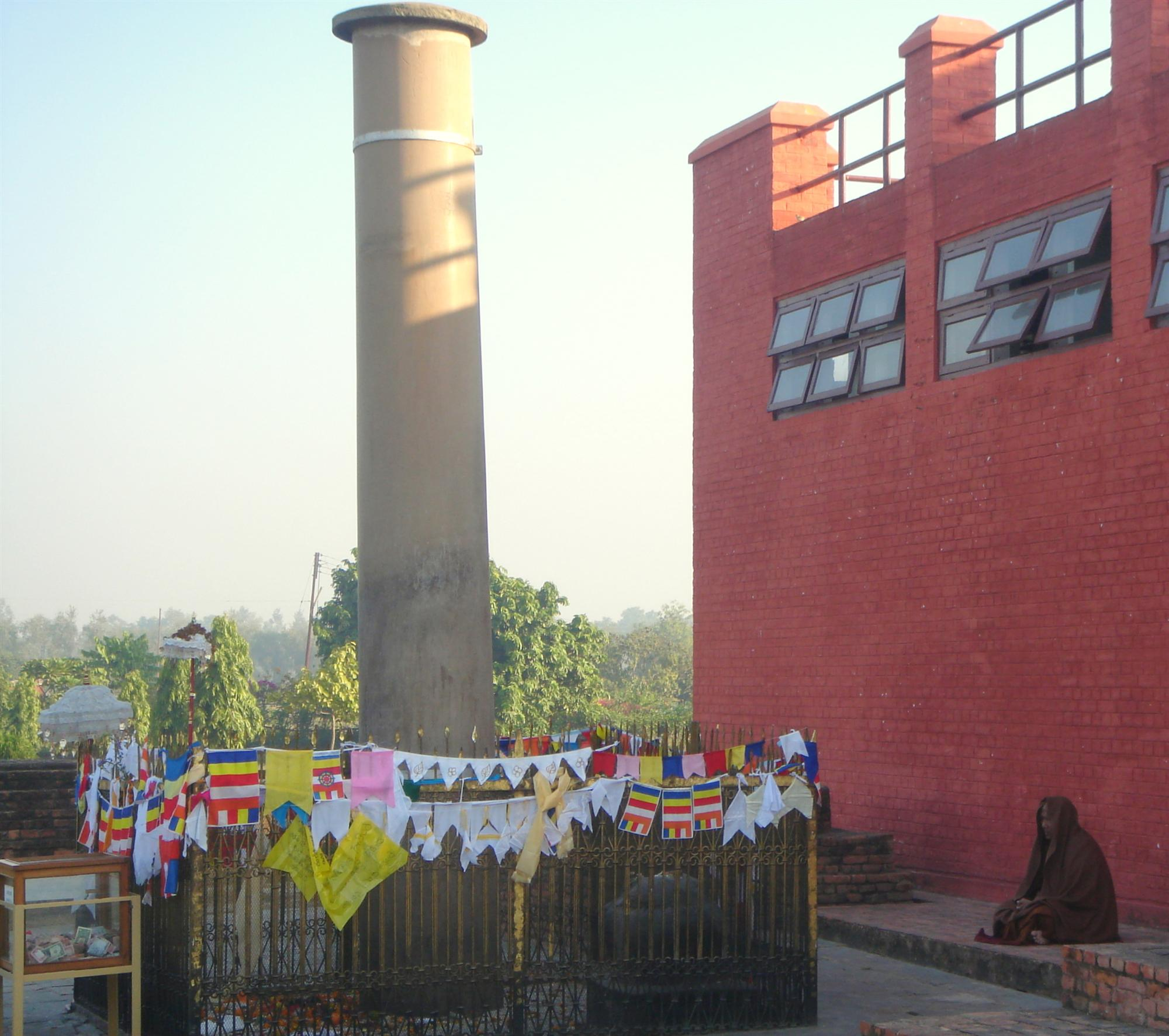
Колона Ашоки
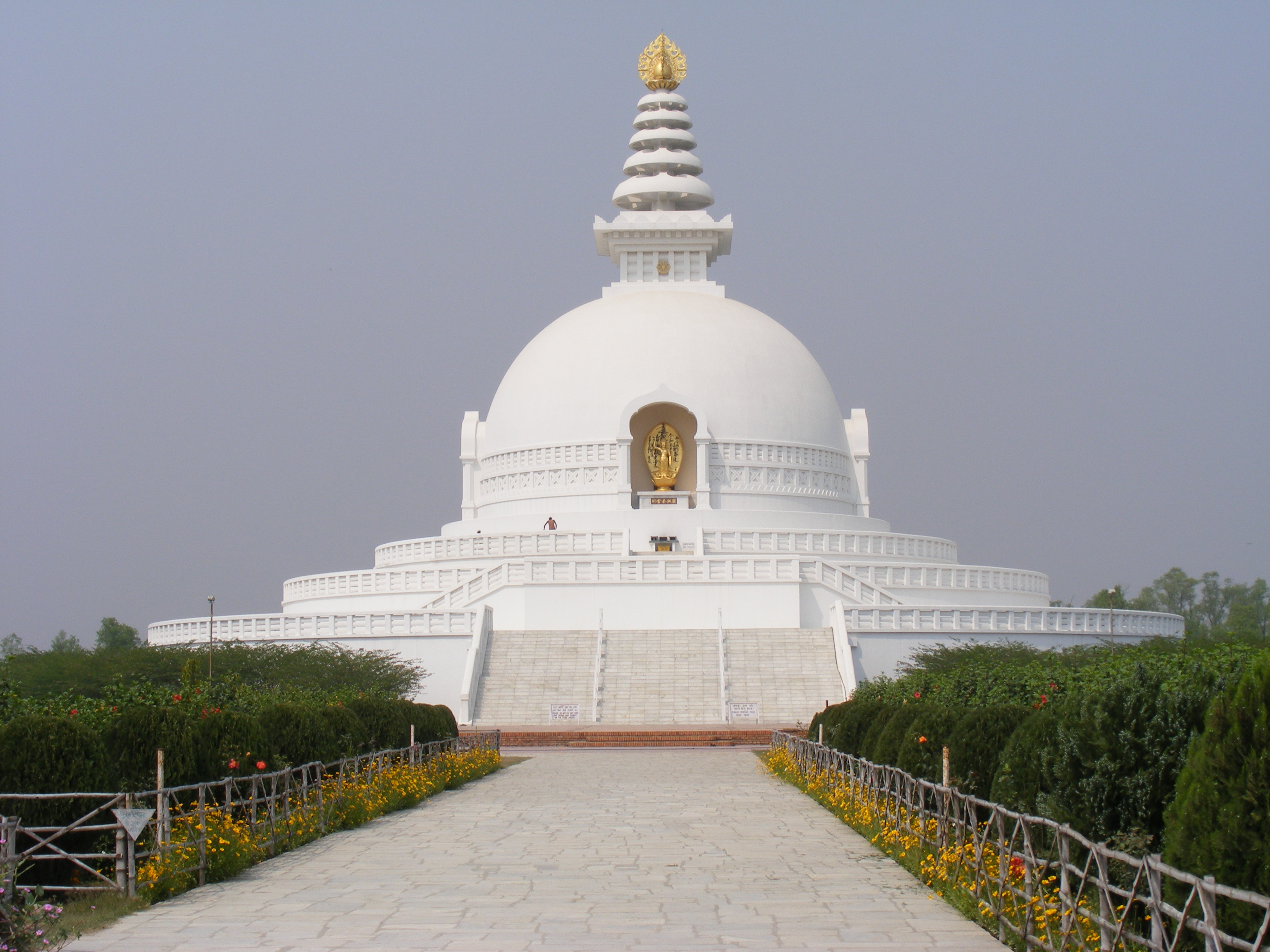
Пагода світового миру
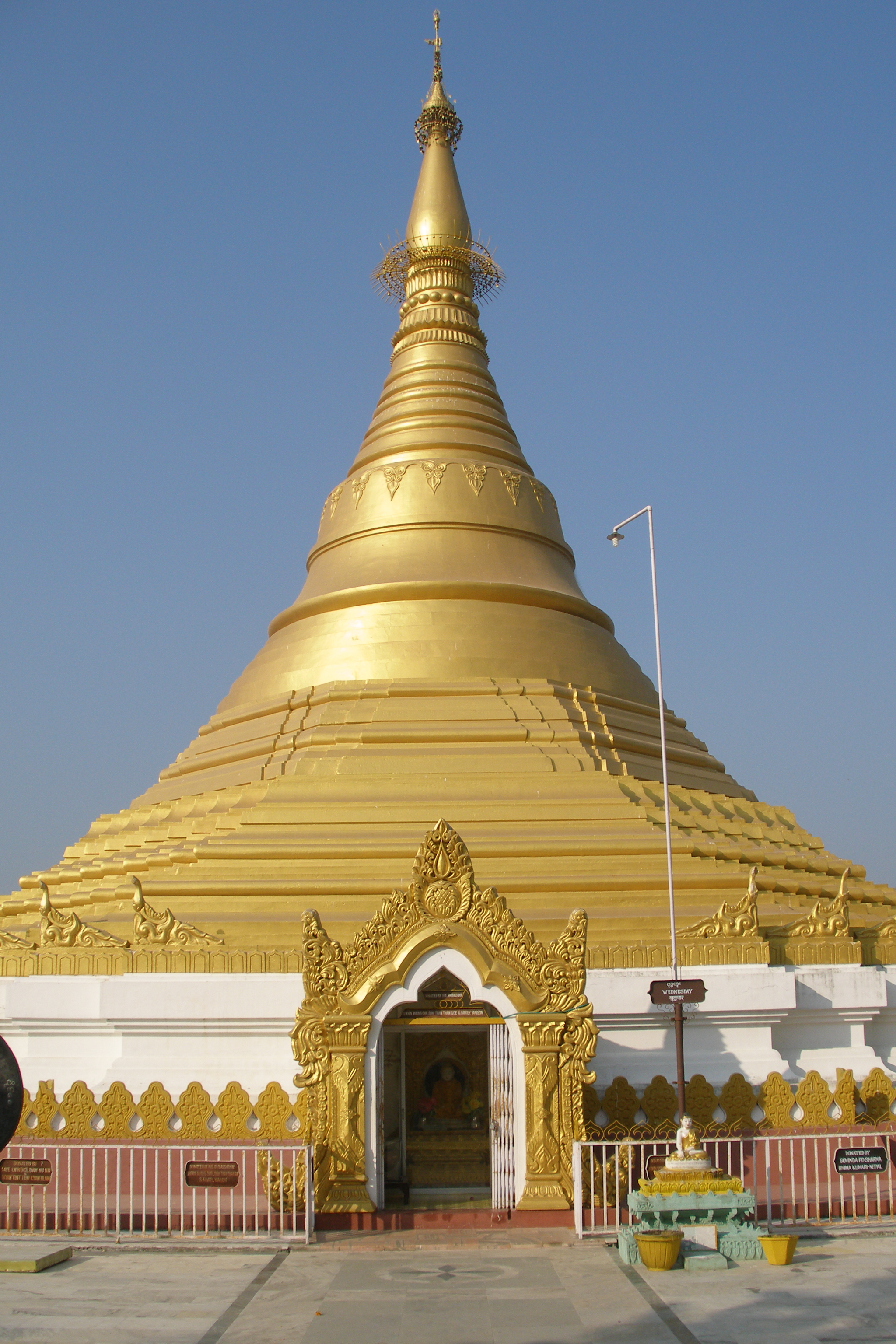
Пагода М'янми
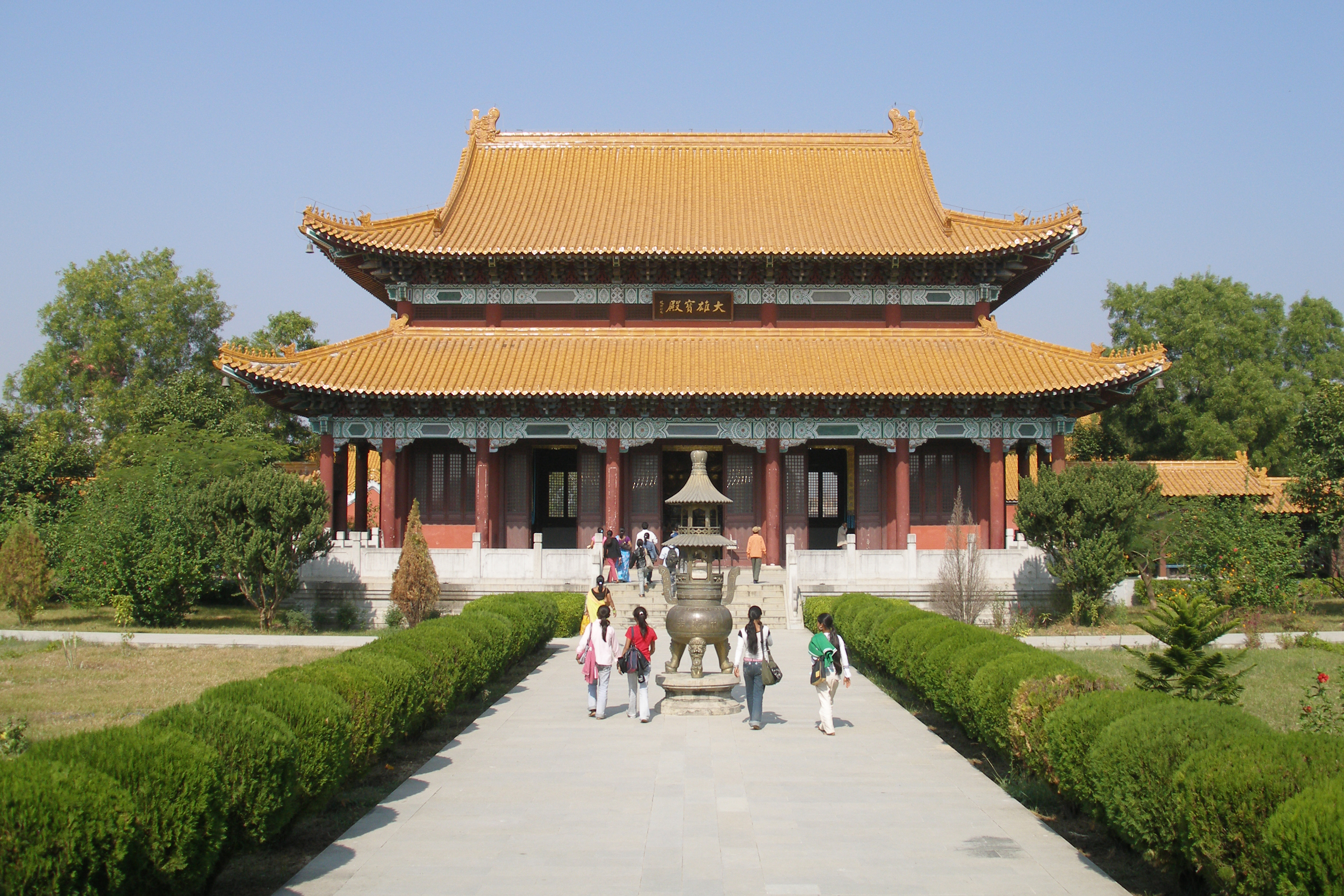
Китайський храм
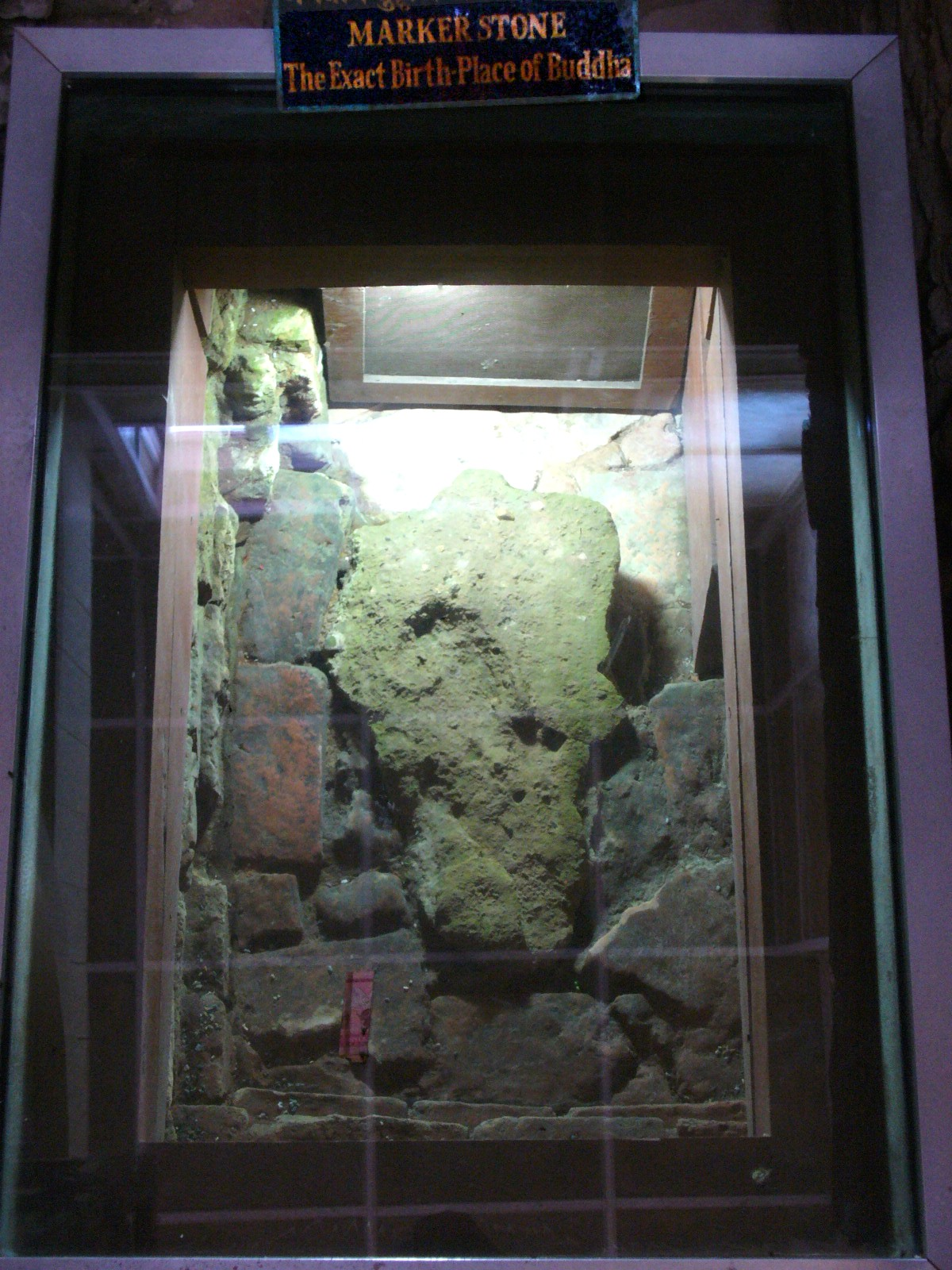
Пам'ятний камінь на місці народження Будди